# París-Roubaix 1920
La París-Roubaix 1920 fou la 21a edició de la París-Roubaix. La cursa es disputà el 8 d'abril de 1920 i fou guanyada pel belga Paul Deman.

## Classificació final
|    | Ciclista          | Equip             | Temps |
| -- | ----------------- | ----------------- | ----- |
| 1  | Paul Deman        | -                 |       |
| 2  | Eugène Christophe | -                 |       |
| 3  | Lucien Buysse     | -                 |       |
| 4  | Honoré Barthélémy | -                 |       |
| 5  | Jules Van Hevel   | -                 |       |
| 6  | Henri Pélissier   | JB Louvet         |       |
| 7  | Robert Gerbaud    | -                 |       |
| 8  | Giuseppe Azzini   | Bianchi - Pirelli |       |
| 9  | Félix Goethals    | La Sportive       |       |
| 10 | Marcel Buysse     | -                 |       |